# IBM i
IBM i（アイ・ビー・エム アイ）は、IBM Powerサーバーで稼働するオペレーティングシステムである。1988年にIBMのミッドレンジコンピュータ向けに開発されたOSであり、IBM AS/400およびIBM eServer iSeries搭載時はOS/400、IBM System i 搭載時はi5/OSと呼ばれていた。2008年にサーバー名称がIBM Power Systemsとなった際に、IBM iに改称した。

## 概要
IBM iは、System/36やSystem/38などのIBMの過去の汎用ビジネスシステム（ミッドレンジコンピュータ）との互換性を提供するサブシステムを組み込まれている。
IBMは かつてのOS/400 を "ターンキー"オペレーティングシステムとして設計した。すなわち、通常動作中はほとんどオペレータを必要としないシステムである。たとえば、IBM i は、DB2データベースを内蔵しているが、これは別途インストールする必要もないし、メンテナンスも必要としない。
システム管理は言葉が生まれる前からウィザード方式を採用している。IBM i はまた、最適化されたJavaを実装しており、ハードウェアもJava用に最適化している。
それ自体はグラフィカルなオペレーティングシステムではないが、クライアントとしてアクセスできる製品としてiSeries Navigatorがあり、Webベースのグラフィカル管理システムとなっている。
IBM i は、Power Systems上で、AIXおよびLinuxと共存できる。
IBM i プログラム開発環境は、本来ライブラリにリンクするという概念がなくコンパイル時にリンクすることがなかった。1995年にIBMは"ILE"（Integrated Language Environment）というパラダイムを導入し、モジュールという概念が導入された。これにより様々なプログラミング言語で書かれたモジュールをリンクすることが可能となった。
最近の機能強化では、RESTful APIへの対応や情報漏洩を抑止するためのセキュリティ強化のほか、 Node.js 、 Python 、 R言語 、 Mono (ソフトウェア) 、 Git などの各種オープンソース・ソフトウェアを簡単にインストールするための機能強化などが図られている。また、他のOSやアプリケーション開発基盤との操作性を共通化するために、データはEBCDICだけでなくUTF-8、データベースの作成やアクセスは業界標準の SQL 、画面は5250エミュレーター以外にWebブラウザーにも対応し、開発環境には Eclipse (統合開発環境) や Visual Studio も使用できる親和性を有している。

## 歴史
- 2001年3月 OS/400 5.1 リリース
- 2002年8月 OS/400 5.2 リリース
- 2004年6月 i5/OS 5.3 リリース（i5/OSに名称変更）
- 2006年2月 i5/OS 5.4 リリース
- 2008年3月 IBM i 6.1 リリース（IBM iに名称変更、バージョン番号をAIX等と揃えた）
- 2010年4月 IBM i 7.1 リリース
- 2014年5月 IBM i 7.2 リリース
- 2016年4月 IBM i 7.3 リリース
- 2019年4月 IBM i 7.4 リリース[1]
- 2022年5月 IBM i 7.5 リリース

## バージョン
| バージョン                               | リリース日 | サポート終了日 |
| ---------------------------------------- | ---------- | -------------- |
| V5R4                                     | 2006-02-14 | 2013-09-30     |
| 6.1                                      | 2008-03-21 | 2015-09-30     |
| 7.1                                      | 2010-04-23 | 2018-04-30     |
| 7.2                                      | 2014-05-02 | 2021-04-30     |
| 7.3                                      | 2016-04-15 | 2023-09-30     |
| 7.4                                      | 2019-04-23 | N/A            |
| 7.5                                      | 2022-05-03 | N/A            |
| 凡例サポート終了サポート中現行バージョン |            |                |